# دعاهای خانوادگی
دعاهای خانوادگی (به انگلیسی: Family Prayers) فیلمی محصول سال ۱۹۹۳ و به کارگردانی اسکات ام. روزنفیلد است. در این فیلم بازیگرانی همچون جو مانتگنا، آن آرچر، پل رایزر، پتی لوپن، کونچتا فرل، شیری اپلبی، آلن گارفیلد، جینا هکت، جان کاپودیس و بریتانی مورفی ایفای نقش کرده‌اند.